# Virgil Grissom
Virgil Ivan „Gus” Grissom (ur. 3 kwietnia 1926 w Mitchell, zginął 27 stycznia 1967 na przylądku Canaveral w pożarze kabiny statku Apollo 1) – amerykański astronauta, podpułkownik United States Air Force.

## Lotnictwo
Szkołę podstawową i średnią ukończył w swoim rodzinnym mieście.
Podczas II wojny światowej, w sierpniu 1944, Grissom zaciągnął się do Sił Powietrznych Armii Stanów Zjednoczonych i został kadetem lotnictwa. Szkolenie bojowe ukończył jednak już po kapitulacji Japonii i nie brał udziału w działaniach bojowych. Po wojnie nie był zadowolony z przydzielanych mu zadań i opuścił armię.
W 1950 zakończył studia na Wydziale Inżynierii Mechanicznej Purdue University w West Lafayette, w stanie Indiana i powrócił do służby w lotnictwie wojskowym. Przeszkolenie zakończył w bazie lotniczej Luke rok później. Skierowano go do Korei, gdzie w ciągu pół roku odbył sto misji bojowych. Po powrocie do USA w 1952 został pilotem instruktorem w bazie lotniczej Bryan w Teksasie. Od sierpnia 1955 przez rok studiował inżynierię lotniczą w Air Force Institute of Technology w Bazie Sił Powietrznych Wright-Patterson w Dayton w stanie Ohio. W 1957 ukończył w bazie lotniczej Edwards w Kalifornii szkołę pilotów oblatywaczy, a następnie powrócił do bazy Wright-Patterson, gdzie testował nowe myśliwce odrzutowe.

## NASA

### Początki
2 kwietnia 1959 Gus Grissom został członkiem pierwszej grupy amerykańskich astronautów. Poza nim w skład grupy weszli: Scott Carpenter, Gordon Cooper, John Glenn, Walter Schirra, Alan Shepard i Deke Slayton. Astronauci, których w USA nazywano „Original Seven” rozpoczęli intensywne treningi do misji na pokładzie statku Mercury.

### Liberty Bell 7
21 lutego 1961 Grissom został wyznaczony do wykonania drugiego z trzech zaplanowanych lotów suborbitalnych, oznaczonego jako Mercury 4. Kapsułę wynieść miała rakieta Redstone.
Grissom nadał swojemu pojazdowi nazwę „Liberty Bell 7”. Po locie Sheparda zmodyfikowano nieco konstrukcję pojazdu, m.in. powiększając iluminator i modyfikując właz, tak aby astronauta po wodowaniu mógł szybciej opuścić statek. Po dwukrotnym przesunięciu daty start nastąpił 21 lipca 1961. Po bezproblemowym starcie i locie balistycznym, w czasie którego kapsuła z astronautą znalazła się 190 km nad Ziemią i przebyła dystans ponad 480 km, „Liberty Bell 7” wodowała na Atlantyku. Misja trwała 15 minut i 37 sekund.
Zaraz po wodowaniu nieoczekiwanie został odstrzelony właz kapsuły. Pojazd natychmiast zaczęła wypełniać woda. Grissom niezwłocznie opuścił kapsułę, lecz woda zaczęła wypełniać także jego niezabezpieczony kombinezon. Astronauta z wielkim trudem utrzymywał się na powierzchni oceanu. Życie uratowała mu tylko dramatyczna akcja ekipy ratunkowej. Wypełniona wodą kapsuła okazała się zbyt ciężka dla helikoptera, który usiłował podnieść ją z powierzchni, zerwała się z uwięzi i zatonęła.
Do dziś nieznane są przyczyny przedwczesnego odpalenia ładunków wybuchowych. Zarówno technicy NASA jak i sam astronauta sugerowali, że stało się to z powodu defektu technicznego, ale nie brakowało też w kierownictwie NASA ludzi obwiniających o to samego Grissoma.
Misja Grissoma była ostatnim lotem kapsuły załogowej wynoszonej przez rakietę Redstone. Później zastąpiła ją rakieta nośna Atlas, która umożliwiała wyniesienie statku Mercury na orbitę okołoziemską.
4 kwietnia 1999 zlokalizowano położenie kabiny pojazdu kosmicznego Gusa Grissoma – „Liberty Bell 7” (ok. 150 km na północ od bahamskiej wyspy Wielkie Abaco), a 20 lipca wydobyto ją na powierzchnię z głębokości ok. 4,6 km. Kabina została poddana renowacji i zanim została wystawiona w Kansas Cosmosphere and Space Center jako eksponat muzealny, wyruszyła w trasę pokazową po całych Stanach.  Właz do kabiny potwierdził wersję Grissoma, iż zawiniła konstrukcja, nie zaś pilot. Stan odnalezionego pojazdu był wyjątkowo dobry jak na blisko 40 lat spędzonych w wodzie.

### Gemini 3
Po zakończeniu programu Mercury kierownictwo NASA zaplanowało wyniesienie w kosmos przy użyciu rakiety nośnej Titan II dwuosobowej kapsuły Gemini.
Dwumiejscowy statek miał przetestować możliwość wykonania manewrów dokowania na orbicie okołoziemskiej oraz umożliwić astronautom wychodzenie w otwartą przestrzeń kosmiczną. Wszystko to miało służyć zdobywaniu niezbędnych doświadczeń w celu zrealizowania lądowania człowieka na Księżycu.
Dowódcą pierwszej załogowej misji Gemini początkowo miał być Alan Shepard, a Grissom – dowódcą załogi dublerów. Shepard jednak zachorował i na dowódcę 13 kwietnia 1963 wyznaczono Grissoma. Drugim członkiem załogi został John Young.
Grissom nadał kapsule Gemini 3 imię „Molly Brown”. W ten nieco humorystyczny sposób nawiązał do swojej poprzedniej misji, podczas której niemal utonął (Molly Brown była pasażerką „Titanica”, która ratując wielu pasażerów uzyskała przydomek „Niezatapialna” – jej życiorys stał się podstawą popularnego musicalu). Nie podobało się to kierownictwu NASA i od tej misji aż do lotu Apollo 9 zabroniono nadawania nazw pojazdom załogowym.
23 marca 1965 rakieta nośna Titan II z kapsułą „Molly Brown” na szczycie rozpoczęła swój lot w kosmos. Grissom został tym samym pierwszym człowiekiem, który poleciał w kosmos po raz drugi. Był to jednak jego pierwszy lot orbitalny, ponieważ za pierwszym razem nie znalazł się na orbicie okołoziemskiej. Głównym zadaniem astronautów było wykonanie dwukrotnej ręcznej zmiany wysokości orbity oraz jej płaszczyzny. Podczas powrotu z orbity astronauci ręcznie odpalali silniki hamujące statku.
Po 4 godzinach 52 minutach i 31 sekundach i wykonaniu trzech okrążeń Ziemi, „Molly Brown” opadła na wody Atlantyku w pobliżu wyspy Wielki Turk, ponad 100 kilometrów za planowanym pierwotnie miejscem. Ostrą reprymendę ze strony kierownictwa NASA otrzymał pilot John Young. Okazało się, że przemycił na pokład statku kanapkę z wołowiną, którą wręczył Grissomowi. Kontrola obawiała się, że okruchy mogą uszkodzić układy elektryczne pojazdu.
Grissoma wyznaczono także na dowódcę załogi rezerwowej misji Gemini 6A.

### Apollo 1

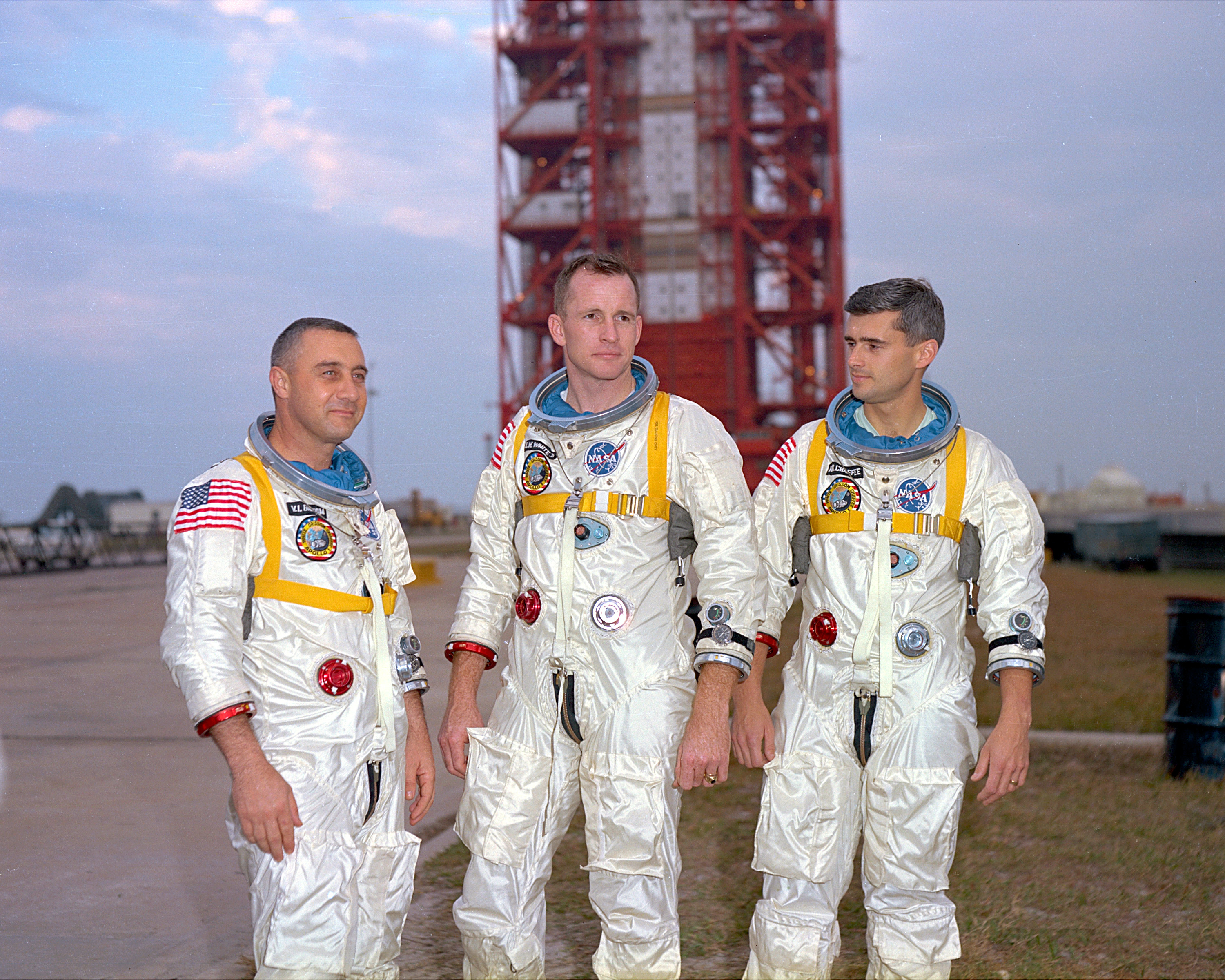
Załoga Apollo 1: (od lewej) Gus Grissom, Ed White i Roger Chaffee

Równolegle z realizacją programu Gemini trwały prace nad lądowaniem człowieka na Księżycu. Grissom uczestniczył również w tych pracach i został wyznaczony dowódcą pierwszego lotu załogowego statku kosmicznego Apollo.
Misja oznaczona początkowo symbolem AMS 204 miała dojść do skutku wiosną 1967. Do lotu jednak nie doszło z powodu tragedii na wyrzutni podczas przygotowań do lotu.
Jeden z ważniejszych przedstartowych testów odbywał 27 stycznia 1967 na przylądku Canaveral (wówczas Przylądek Kennedy’ego). Załoga w składzie Edward H. White, Roger B. Chaffee oraz Gus Grissom zajęła miejsca w kapsule, którą wypełniono czystym tlenem. Podczas procedury próbnego odliczania doszło do zwarcia w jednej z wiązek przewodów elektrycznych i w kabinie wybuchł gwałtowny pożar. White próbował wydostać się przez właz kabiny, ale jego konstrukcja nie dawała możliwości szybkiego otwarcia. Technicy, którzy próbowali pomóc astronautom i otworzyć właz od zewnątrz, dokonali tego dopiero po około 5 minutach. Wszyscy trzej członkowie załogi ponieśli śmierć w pożarze w wyniku poparzeń i zatrucia tlenkiem węgla. Po tym tragicznym wypadku dla uczczenia pamięci poległych astronautów misji nadano nazwę Apollo 1. Gus Grissom został pośmiertnie odznaczony przez Kongres Stanów Zjednoczonych Kosmicznym Medalem Honoru (Congressional Space Medal of Honor).
Po latach okazało się, że Grissom mógł być pierwszym człowiekiem, który postawił stopę na Księżycu. Był poważnym kandydatem do tego lotu i miał ogromną szansę, aby wejść w skład załogi, która jako pierwsza wyląduje na Srebrnym Globie.
Odznaczony m.in. Zaszczytnym Krzyżem Lotniczym, Medalem Lotniczym (dwukrotnie), Congressional Space Medal of Honor oraz NASA Distinguished Service.
Stowarzyszenie Uczestników Lotów Kosmicznych (Association of Space Explorers) przyznało mu pośmiertnie dwie odznaki Universal Astronaut Insignia: za lot suborbitalny (nr 2) i za lot orbitalny (nr 16).